# Tour méditerranéen 2012
La 39e édition de la course cycliste par étapes Tour méditerranéen a lieu du 9 au 12 février 2012. La course fait partie de l'UCI Europe Tour 2012, en catégorie 2.1. Comme lors de l'Étoile de Bessèges la semaine précédente, l'épreuve est marquée par des conditions météorologiques extrêmes (froid, vent, neige) qui conduisent les organisateurs à raccourcir toutes les étapes et modifier grandement le parcours.

## Équipes présentes
Classé en catégorie 2.1 de l'UCI Europe Tour, le Tour méditerranéen est par conséquent ouvert aux UCI ProTeams dans la limite de 50 % des équipes participantes, aux équipes continentales professionnelles, aux équipes continentales et à des équipes nationales.
Dix-huit équipes prennent part à la course : huit UCI ProTeams, huit équipes continentales professionnelles et deux équipes continentales.
| N.    | Équipe           |
| ----- | ---------------- |
| 1-8   | Cofidis          |
| 11-19 | AG2R La Mondiale |
| 21-28 | Europcar         |
| 31-40 | Vacansoleil-DCM  |
| 42-49 | Saxo Bank        |
| 51-58 | FDJ-BigMat       |
| 61-68 | Astana           |
| 71-80 | Garmin-Barracuda |
| 81-86 | Acqua & Sapone   |

| N.      | Équipe                        |
| ------- | ----------------------------- |
| 91-98   | GreenEDGE                     |
| 101-110 | Bretagne-Schuller             |
| 111-118 | SpiderTech-C10                |
| 121-128 | Type 1-Sanofi                 |
| 131-138 | Movistar                      |
| 141-148 | Saur-Sojasun                  |
| 151-160 | La Pomme Marseille            |
| 161-170 | Accent Jobs-Willems Veranda's |
| 171-178 | Endura Racing                 |

## Classements des étapes
| #         | Date       | Parcours                                  | km    | Vainqueur d'étape      | Leader du général      |
| --------- | ---------- | ----------------------------------------- | ----- | ---------------------- | ---------------------- |
| 1re étape | 9 février  | Pertuis - Meyreuil                        | 132,8 | Jonathan Tiernan-Locke | Jonathan Tiernan-Locke |
| 2e étape  | 10 février | Salon-de-Provence - Martigues             | 136   | Michel Kreder          | Yauheni Hutarovich     |
| 3e étape  | 11 février | La Londe les Maures - La Londe-les-Maures | 99    | Michel Kreder          | Michel Kreder          |
| 4e étape  | 12 février | La Ciotat - Col de Gardes                 | 77    | Jonathan Tiernan-Locke | Jonathan Tiernan-Locke |

- À la suite des mauvaises conditions météorologiques, trois des quatre étapes ont été modifiées. La première étape est amputée de ses difficultés et ne comprend que 132,8 km au lieu de 135[2]. La 3e étape devait être La Seyne-sur-Mer - La Londe-les-Maures sur 127 km. Finalement, les coureurs effectuent le départ fictif à La Seyne-sur-Mer et font le départ réel à La Londe-les-Maures où les coureurs font 11 tours d'un circuit de 9 kilomètres[3] ce qui escamote les trois principales difficultés de l'étape (Col du Camp, Côte de la Bataillère et Coll de Gambet)[4]. Enfin, la dernière étape qui devait s'achever au Mont Faron après 130 km, s'achève finalement au Col de Gardes au terme d'un parcours réduit à 77 km[5].

## Classement général final
| Pos | Coureur                | Pays        | Équipe            |    | Temps            |
| --- | ---------------------- | ----------- | ----------------- | -- | ---------------- |
| 1   | Jonathan Tiernan-Locke | Royaume-Uni | Endura Racing     | en | 10 h 48 min 42 s |
| 2   | Michel Kreder          | Pays-Bas    | Garmin-Barracuda  | +  | 27 s             |
| 3   | Daniel Navarro         | Espagne     | Saxo Bank         |    | 31 s             |
| 4   | Stefano Garzelli       | Italie      | Acqua & Sapone    |    | 33 s             |
| 5   | Ángel Madrazo          | Espagne     | Movistar          |    | 42 s             |
| 6   | Romain Hardy           | France      | Bretagne-Schuller |    | 47 s             |
| 7   | Francesco Gavazzi      | Italie      | Astana            |    | m.t              |
| 8   | Fabrice Jeandesboz     | France      | Saur-Sojasun      |    | m.t              |
| 9   | Rinaldo Nocentini      | Italie      | AG2R La Mondiale  |    | m.t              |
| 10  | Andrey Amador          | Costa Rica  | Movistar          |    | m.t              |

## Les étapes

### 1reétape
|   | Coureur                | Pays        | Équipe        |    | Temps           |
| - | ---------------------- | ----------- | ------------- | -- | --------------- |
| 1 | Jonathan Tiernan-Locke | Royaume-Uni | Endura Racing | en | 3 h 21 min 03 s |
| 2 | Yauheni Hutarovich     | Biélorussie | FDJ-BigMat    | +  | m.t             |
| 3 | Sébastien Chavanel     | France      | Europcar      |    | m.t             |

|   | Coureur                | Pays        | Équipe        |    | Temps           |
| - | ---------------------- | ----------- | ------------- | -- | --------------- |
| 1 | Jonathan Tiernan-Locke | Royaume-Uni | Endura Racing | en | 3 h 20 min 53 s |
| 2 | Yauheni Hutarovich     | Biélorussie | FDJ-BigMat    | +  | 04 s            |
| 3 | Sébastien Chavanel     | France      | Europcar      |    | 06 s            |

### 2eétape
|   | Coureur            | Pays        | Équipe           |    | Temps           |
| - | ------------------ | ----------- | ---------------- | -- | --------------- |
| 1 | Michel Kreder      | Pays-Bas    | Garmin-Barracuda | en | 3 h 10 min 40 s |
| 2 | Guillaume Boivin   | Canada      | SpiderTech-C10   | +  | m.t             |
| 3 | Yauheni Hutarovich | Biélorussie | FDJ-BigMat       |    | m.t             |

|   | Coureur                | Pays        | Équipe           |    | Temps           |
| - | ---------------------- | ----------- | ---------------- | -- | --------------- |
| 1 | Yauheni Hutarovich     | Biélorussie | FDJ-BigMat       | en | 6 h 31 min 33 s |
| 2 | Jonathan Tiernan-Locke | Royaume-Uni | Endura Racing    | +  | m.t             |
| 3 | Michel Kreder          | Pays-Bas    | Garmin-Barracuda |    | m.t             |

### 3eétape
|   | Coureur           | Pays     | Équipe            |    | Temps           |
| - | ----------------- | -------- | ----------------- | -- | --------------- |
| 1 | Michel Kreder     | Pays-Bas | Garmin-Barracuda  | en | 2 h 23 min 14 s |
| 2 | Danilo Napolitano | Italie   | Acqua & Sapone    | +  | m.t             |
| 3 | Guillaume Blot    | France   | Bretagne-Schuller |    | m.t             |

|   | Coureur                | Pays        | Équipe           |    | Temps           |
| - | ---------------------- | ----------- | ---------------- | -- | --------------- |
| 1 | Michel Kreder          | Pays-Bas    | Garmin-Barracuda | en | 8 h 54 min 37 a |
| 2 | Yauheni Hutarovich     | Biélorussie | FDJ-BigMat       | +  | 10 s            |
| 3 | Jonathan Tiernan-Locke | Royaume-Uni | Endura Racing    |    | m.t             |

### 4eétape
|   | Coureur                | Pays        | Équipe         |    | Temps           |
| - | ---------------------- | ----------- | -------------- | -- | --------------- |
| 1 | Jonathan Tiernan-Locke | Royaume-Uni | Endura Racing  | en | 1 h 54 min 05 s |
| 2 | Daniel Navarro         | Espagne     | Saxo Bank      | +  | 17 s            |
| 3 | Stefano Garzelli       | Italie      | Acqua & Sapone |    | m.t             |

|   | Coureur                | Pays        | Équipe           |    | Temps            |
| - | ---------------------- | ----------- | ---------------- | -- | ---------------- |
| 1 | Jonathan Tiernan-Locke | Royaume-Uni | Endura Racing    | en | 10 h 48 min 42 s |
| 2 | Michel Kreder          | Pays-Bas    | Garmin-Barracuda | +  | 27 s             |
| 3 | Daniel Navarro         | Espagne     | Saxo Bank        |    | 31 s             |

## Évolutions des classements
| Étape            | Vainqueur              | Classement général     | Classement par points  | Classement de la montagne | Classement du meilleur jeune | Classement par équipes |
| ---------------- | ---------------------- | ---------------------- | ---------------------- | ------------------------- | ---------------------------- | ---------------------- |
| 1                | Jonathan Tiernan-Locke | Jonathan Tiernan-Locke | Jonathan Tiernan-Locke | Thomas Vaubourzeix        | Raymond Kreder               | Astana                 |
| 2                | Michel Kreder          | Yauheni Hutarovich     | Yauheni Hutarovich     | Thomas Vaubourzeix        | Michel Kreder                | Garmin-Barracuda       |
| 3                | Michel Kreder          | Michel Kreder          | Michel Kreder          | Thomas Vaubourzeix        | Michel Kreder                | Garmin-Barracuda       |
| 4                | Jonathan Tiernan-Locke | Jonathan Tiernan-Locke | Jonathan Tiernan-Locke | Thomas Vaubourzeix        | Michel Kreder                | Saxo Bank              |
| Classement final | Classement final       | Jonathan Tiernan-Locke | Jonathan Tiernan-Locke | Thomas Vaubourzeix        | Michel Kreder                | Saxo Bank              |